# トレンズ川
トレンズ川(トレンズがわ、Torrens River)は、オーストラリア南部アデレード市内を流れる全長60km余りの川である。アデレード北東部のバロッサバレーに源を発し、アデレードのCBD（中心業務地区）北部を貫流。ウエストビーチ (West Beach) でセントビンセント湾に注ぐ。流域面積は620km²、大小の支流をあわせた川の総延長は1000km程度とされる。
東部はブドウを始めとする果樹園、西部は都市化・宅地化が土地利用の大半を占めるため、化学肥料や生活排水による富栄養化が進んでおり、一部では塩害も報告されている。アデレードの水道水の約20%を供給する重要な河川であるため、州や流域の地方自治体でTCWMB (Torrens Catchment Water Management Board) を結成し、流域内の総合的な水資源の有効な利用法や汚染対策に知恵を出し合っている。
アデレードが建設された当初はトレンズ川を利用した水運も重要な交通手段であったが、現在実用的な船舶の航行はなされておらず、観光用の遊覧船「Popeye」が航行するのみである。
トレンス川沿いに広がるエルダー公園 (Elder Park) は美しいアデレードの町並みを象徴するもののひとつで、散歩やサイクリングを楽しむ市民の憩いの場となっているだけでなく、文化行事や祭りなどが開催される場所ともなっている。